# Бекташ, Дженгиз
Дженгиз Бекташ (тур. Cengiz Bektaş; 26 ноября 1934, Денизли — 20 марта 2020, Стамбул) — турецкий архитектор, поэт и журналист.

## Биография
Родился в Денизли. Учился в родном городе. В 1953 году окончил лицей для мальчиков. После этого поступил на архитектурный факультет Академии изящных искусств, который окончил в 1956 году. Продолжил учёбу в Мюнхенском технического университета, окончил его архитектурный факультет в 1959 году.
После завершения учёбы Бекташу предлагали должность преподавателя Ближневосточном техническом университете, но он отказался, выбрав профессию архитектора. Вместе со своим знакомым Ораном Вуралом Бекташ основал частную архитектурную компанию. В 1969 году Бекташ и Вурал решили работать раздельно.
С 1970-х годов основной темой работ Бекташа стала традиционная турецкая архитектура. Для написания своих трудов он изучил построенные в этом стиле дома, которые расположены в различных регионах Турции, включая Бодрум, Анталью, Ширинкёй, Акшехир, Кушадасы и другие. Лучшая работа Бекташа называется «Турецкий дом» (тур. Türk Evi).
В 1961-62 и 1999—2000 годах Бекташ преподавал в университете имени Мимара Синана, в 1967-69 годах — в инженерном и архитектурном колледже Зафера в Анкаре, в 1998-99 годах — во Фракийском университете. Читал лекции в Македонии, Германии и США.
Возглавляет Ассоциацию греко-турецкой дружбы.
Лауреат ряда премий в области архитектуры.